# تیبور نایلاس
تیبور نایلاس (انگلیسی: Tibor Nyilas; ۳ ژوئن ۱۹۱۴ – ۱۹ مهٔ ۱۹۸۶) ورزشکار شمشیربازی اهل ایالات متحده آمریکا بود.
وی در مسابقات کشوری و بین‌المللی در مجموع برندهٔ ۱ مدال برنز شده‌است.